# Poecilimon davisi
Poecilimon davisi är en insektsart som beskrevs av Karabag 1953. Poecilimon davisi ingår i släktet Poecilimon och familjen vårtbitare. Inga underarter finns listade i Catalogue of Life.